# Alföld–Fiumei Vasút
Az Alföld–Fiumei Vasút egy magyar vasúttársaság volt a 19. században. Vasútvonala az 1869-1871 között épült Nagyvárad–Békéscsaba–Szeged–Szabadka–Eszék vasútvonal volt, melyet az Eszék–Villány szárnyvonal egészített ki, kapcsolatot teremtve a Mohács-Pécsi vasúttal. A vonal építésének célja az volt, hogy az Alföld terményei közvetlenül, a főváros érintése nélkül eljuthassanak a fiumei kikötőbe.
A vasútvonal tervezése 1862-ben kezdődött. A vasúttársaság 1863. március 29-én kapta meg az engedélyt az előmunkálatokra, augusztusra már elkészültek a tervek, Csaba és Szeged között megkezdődtek a földmunkák. Pénz hiányában azonban többször elakadt az építkezés, csak 1869-re készült el az első szakasz. További két év kellett a többi vonalrész megépültéhez.
| Az egyes szakaszok megnyitásának időpontjai | Az egyes szakaszok megnyitásának időpontjai |
| Szakasz                                     | Átadás időpontja                            |
| ------------------------------------------- | ------------------------------------------- |
| Szeged–Szabadka–Zombor                      | 1869. szeptember 11.                        |
| Szeged Rókus–Szeged Nagyállomás             | 1869. szeptember 11.                        |
| Csaba–Hódmezővásárhely                      | 1870. június 16.                            |
| Hódmezővásárhely–Szeged                     | 1870. november 16.                          |
| Zombor–Eszék                                | 1870. december 20.                          |
| Eszék–Villány                               | 1870. december 20.                          |
| Csaba–Nagyvárad                             | 1871. szeptember 14.                        |

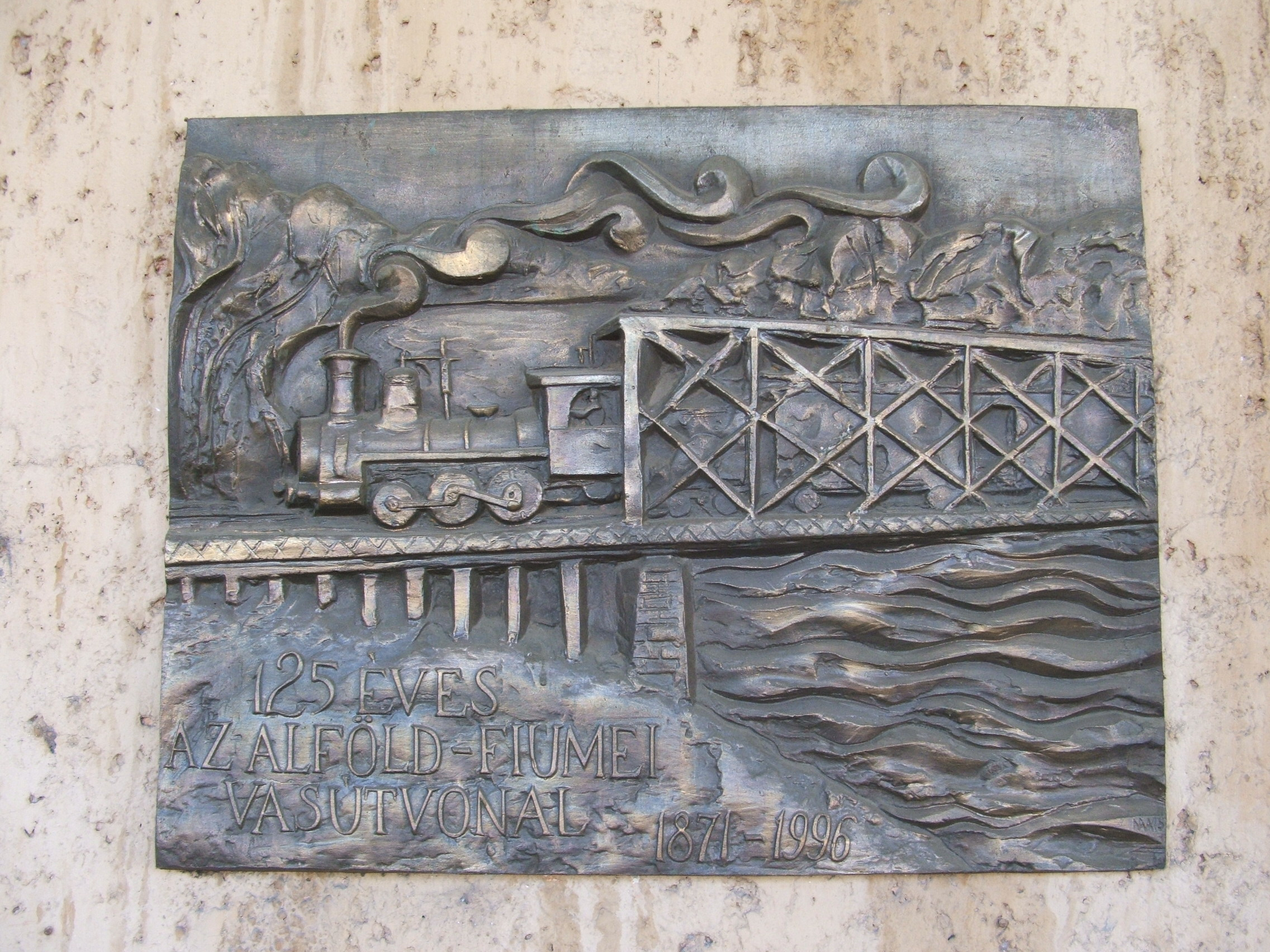
Az Alföld–Fiumei Vasút építésének emléktáblája Békéscsaba vasútállomáson

A vasútvonal Szegednél külön külön szintben keresztezte az Osztrák-Magyar Államvasút-Társaság Pest–Szeged–Temesvár-vonalát, de nem volt közös állomásuk. A mai nagyállomás az Államvasút-Társaságé, míg a rókusi állomás az Alföld–Fiumei Vasúté volt. Emiatt szükség volt egy 3 km-es összekötő vágányra. Ma az egyenes, Szabadkára tartó irány megszűnésével ezen folyik a forgalom.
1870-ben a társaság engedélyt kapott Fiume felé folytatásként az Eszék–Károlyváros szakasz megépítésére, azonban ezt 1877-ben visszavonták, a szakaszt más társaság készítette el. Az AFV nyugati végpontja Eszék maradt, emellett 1870-ben szárnyvonalat építettek ki Villány felé, amellyel csatlakozott a Mohács-Pécsi Vasúttársaság vonalához.
A vasúttársaság nehéz gazdasági helyzetbe került, ezért 1884. december 1-jével az állam megvásárolta, a vonalai a MÁV tulajdonába kerültek.
A trianoni békeszerződés a vasútvonalat szétdarabolta, jelenleg Magyarország, Horvátország, Szerbia és Románia területén fekszik, viszont az összes határátmenet járható, a síneket sehol sem szedték fel. Az Alföld–Fiumei Vasút vonalának magyarországi szakaszai jelenleg a következő vasútvonalak részét képezik:
- 66-os számú Villány–Magyarbóly-vasútvonal (Teljes hosszában)
- 135-ös számú Szeged–Kötegyán-vasútvonal (Teljes hosszában)
- 136-os számú Szeged–Szabadka-vasútvonal (Teljes hosszában)